# Communauté de communes de la Gerbe
La communauté de communes de la Gerbe est une ancienne communauté de communes française, située dans le département de Seine-et-Marne et la région Île-de-France.
G.E.R.B.E. est un acronyme pour Guilde Economique et Rurale de la Brie Est.
Le 2 avril 2013, elle fusionne avec la Communauté de communes du Provinois
.

## Administration
- Président : Philippe Fortin (2001-2007) Maire de Longueville
- Vice-Présidents : 
  - Jean-Claude Lecamus (maire de Poigny)
  - Jean-Pierre Foessel (maire de Saint-Hilliers)
  - Jean-Claude Chassé (maire de Mortery)
  - Françoise Griès (maire de Saint-Loup-de-Naud)

## Composition
La communauté de communes de la Gerbe regroupait 9 communes :
- Longueville
- Chenoise
- Saint-Loup-de-Naud
- Rouilly
- Poigny
- Saint-Hilliers
- Cucharmoy
- La Chapelle-Saint-Sulpice
- Mortery